# هولنبک
هولنبک (به آلمانی: Hollenbek) یک شهر در آلمان است که در هرتسوگتوم لاونبورگ واقع شده‌است. هولنبک ۴۳۱ نفر جمعیت دارد.